# 钱宽
钱宽（835年—895年），字宏道，唐朝末年杭州临安人，为杭州平民，是钱镠的父親。
钱镠在唐朝末年平定刘汉宏之乱，888年，唐朝封钱镠为检校司空，封钱宽为威胜军节度推官、检校尚书。895年四月十八，钱宽去世，享壽六十一，唐廷追封尚书左仆射。之后累封为职方郎中、太府少卿、礼部尚书、开府仪同三司、守太师、中书令。907年，后梁封钱镠为吴越王，在杭州建立吴越国。910年，钱宽被后梁太祖朱温封為国王，諡號英显王，在安国衣锦军建庙。

## 家庭

### 夫人
- 戴氏，长妻
- 河南水邱氏，次妻，封吴兴郡太夫人，又进封秦国太夫人

### 子女
- 钱镠
- 錢錡
- 钱镖
- 钱铎
- 錢鏵
- 钱氏，嫁马绰
- 钱氏，嫁曹弘达
- 钱氏，嫁吴仁德